# Мінога струмкова
Мінога струмкова (Lampetra planeri) — вид круглоротих родини міногових (Petromyzontidae). Вид занесений до Бернської конвенції та інших природоохоронних документів.
Інша назва — європейська струмкова мінога.

## Опис
Дрібна непаразитична, непрохідна мінога. Загальна довжина сягає 12—14 см, інколи 18 см. На відміну від річкової міноги у струмкової спинні плавники стикаються, а всі зуби тупі. Верхньощелепна пластина широка, з 2 зубами по краях. На нижньощелеповий зазвичай 7 зубів. Внутрішніх бічних зубів по 3 з кожного боку. У самок перед нерестом з'являється анальний плавець, а у самців — урогенитальна папілла. Забарвлення спини темна, з буруватим відтінком, на череві світла, з золотавим відливом.

## Поширення
Мешкає у басейні річок Північного і Балтійського морів від Франції та Англії до Швеції, Фінляндії та Карелії, а також в Італії (Сардинія) та на Балканах (у верхів'ях Дунаю). Окремі популяції поза основного ареалу є в басейні Верхньої і Середньої Волги. Її ареал багато в чому збігається з ареалом річкової міноги, але в річках Центральної Європи струмкова мінога займає верхні ділянки річок або більше дрібні річки, розташовані далі від моря.

## Спосіб життя
Струмкова мінога ніколи не виходить в море, весь життєвий цикл проходить у річці. Личинки (піскорийки) частіше населяють невеликі річки та струмки, воліють замулені ділянки, ведуть потайний спосіб життя, зариваються в ґрунт. На 5—6-му році життя відбувається метаморфоз, у результаті якого личинка перетворюється на дорослу міногу, при цьому зменшується довжина тіла. Тому дорослі особини завжди менше личинок, вони не живляться і живуть за рахунок накопиченого жиру.
Доросла струмкова мінога не живиться і має атрофований кишечник. Личинки живляться діатомовими та іншими дрібними водоростями, споживають також детрит із розкладених рослинних і тваринних залишків.
Цю міногу поїдають багато видів риб, зокрема форель.

## Розмноження
Після метаморфоза починається швидкий ріст гонад, дуже скоро міноги приступають до розмноження. Статевозрілі особини мають довжину 11—14 см і вагу 2—3 г. Нерест буває в травні-червні на кам'янистих перекатах, при температурі води 14—19 °С. Самець прикріплюється ротової воронкою до каменя і розчищає гніздо овальної форми. Один самець поперемінно запліднює ікру декількох самок. Під час статевого акту самець присмоктується ротової воронкою до потилиці самки і обвиває її своїм хвостовим відділом.
За період розмноження одна самка відкладає в нього 800—1500 ікринок. Нерест груповий, зазвичай в одне гніздо відкладають ікру 2—10 особин. Абсолютна плодючість коливається від 870 до 2170 ікринок. Ікра велика, її діаметр 0,9—1,0 мм. Ікру міноги можуть поїдати подкаменщик і вусатий голець. Період інкубації ікри триває 11—14 днів залежно від температури. Через 2 місяці після нересту (липень) цьогорічки мають довжину 1,3—1,6 см, а до осені (вересень) виростають до 2,0—2,6 см.
Незабаром після нересту дорослі особини гинуть, причому самки гинуть в більшій кількості, ніж самці. Це призводить до того, що на нерестовищах завжди більше самців.

## Охорона
На більшій частині ареалу стан природних популяцій виду залишається більш-менш стабільним. Саме тому він, згідно Червоного списку МСОП, отримав охоронний статус «відносно благополучний вид». Але в окремих регіонах спостерігається тенденція до зниження чисельності популяції виду і він потребує охорони. Тому мінога струмкова занесена до Бернської конвенції (Додаток III. Види фауни, що підлягають охороні), а також до Директиви Європейського Союзу 92/43/ЄС «Про збереження природних оселищ та видів природної фауни і флори» (Додаток II. Види рослин і тварин, що становлять особливий інтерес для Європейського Союзу, збереження яких потребує створення територій особливої охорони).